# Gertrud Ström
Gertrud Ström est une patineuse artistique suédoise du début du XXe siècle. 
Elle est médaillée de bronze en couple avec Richard Johansson aux Championnats du monde de patinage artistique 1909 à Stockholm.